# A. T. Schaefer
Albert Theodor Schaefer (* 1944 in Ennigerloh, Westfalen) ist ein deutscher Fotograf. Als Vertreter der künstlerischen Fotografie liegt der Schwerpunkt seiner Arbeit in der Theaterfotografie. Er lebt und arbeitet in Stuttgart.

## Leben und Werk
Schaefer studierte Angewandte Malerei an der Werkkunstschule Hannover. Zu der künstlerischen Ausbildung gehörten neben der Malerei auch Fächer wie Fotografie, Kunstgeschichte und Innenarchitektur. 1968 erfolgte der Abschluss als Diplom-Designer (FH).
Zu Beginn seiner künstlerischen Tätigkeit setzte Schaefer einen Fokus auf die Verbindung von Text und Bild. Im Auftrag der Tageszeitung Neue Westfälische entstanden in den 1970er Jahren erste fotojournalistische Arbeiten, darunter circa 30 Reisereportagen. Für die Kulturzeitschrift Du gestaltete er eine gesamte Ausgabe, die im Juni 1998 unter dem Titel Friedrich Nietzsche. Wendepunkt der Moderne erschien.
Von 1973 bis 1991 arbeitete Schaefer als leitender Berater für Kunst und Design für die IBM Deutschland GmbH. Seine beratende Tätigkeit umfasste den Aufbau einer Sammlung und die Koordination und Präsentation der Kunstwerke in den Niederlassungen der IBM, wobei er als Kurator sein Augenmerk auf den Lokalbezug legte. So hingen beispielsweise Werke von Kurt Schwitters in Hannover sowie Arbeiten von Willi Baumeister und Max Ackermann in Stuttgart. Daneben wurden Gemälde, Plastiken, Grafiken und Fotografien von Künstlerinnen und Künstlern wie Thomas Schütte, Bernd und Hilla Becher, Heinz Mack, Gerhard Richter, Markus Lüpertz und Sigmar Polke erworben.
In Zusammenarbeit mit der EA-Generali Aktiengesellschaft, Direktion für Deutschland, entstanden 1991 bis 1997 Portfolios mit Cibachrome-Prints zum Thema Farbe und ein Portfolio mit dem Titel Markuslöwe.

### Abstrakte Fotografie
Seit 1981 konzentriert sich sein künstlerisches Werk auf die Fotografie, in der Schaefer „Möglichkeiten entdeckte, sich authentischer mit dem Phänomen Farbe und ihrer Wahrnehmung auseinanderzusetzen, als dies die Malerei möglich machte.“ In der Ausstellung Licht leuchtet nur im Dunkel zeigte das Museum Ludwig in Köln 1991 seine Arbeiten der Abstrakten Fotografie und erwarb unter anderem das Lichtbild MP 29 von 1990.
Schaefer lotete die Grenzen des Mediums der Fotografie im Diskurs mit der Malerei aus, indem er Details über eine Vergrößerung des Dias herausarbeitete und die Motive mit Streifen aus Acrylfarbe als Bildrand begrenzte. Seine frühen Werke zeigen Tendenzen zur Konkreten Fotografie. Im Rahmen der Einzelausstellung Orte der Farbe. Arbeiten 1989–1996 stiftete Schaefer der Kunsthalle Bielefeld 14 fotografische Aufnahmen von „Gegenständen und Situationen des Alltags, in denen nicht die Wirklichkeit des Motivs zur Geltung kommt, sondern die Wirklichkeit des Fotos in höchster Präsenz und Präzision.“ Unter dem Titel A.T. Schaefer – Orte der Farbe war diese Ausstellung auch im Museum für Kunst und Gewerbe Hamburg zu sehen, darunter frühe Aufnahmen aus den Jahren 1983 bis 1985, die Werkgruppe Metamorphosen von 1987 bis 1989, der Zyklus Kosmische Bilder und Orte der Farbe von 1989 bis 1996 sowie Bildkompositionen aus der szenischen Arbeit und den Aufführungen der Staatsoper Stuttgart.

### Theaterfotografie
Erste Arbeiten von A.T. Schaefer im Bereich der Theaterfotografie entstanden 1991. Seitdem hielt er rund 140 Opern-, Schauspiel- und Tanzproduktionen sowie Konzertreihen in seinen künstlerischen Fotografien fest, unter anderem für die Staatsoper Stuttgart und das Schauspiel Stuttgart, das Deutsche SchauSpielHaus Hamburg, das Burgtheater Wien, Theater Basel, Opernhaus Zürich, Royal Opera House London, Deutsche Oper Berlin, De Nationale Opera Amsterdam, Oper Frankfurt, Opéra national du Rhin, Théâtre national de l’Opéra-Comique und Opéra National de Paris, Salzburger Festspiele, Wiener Festwochen, Luzerner Theater, Bühnen Bern, Hessisches Staatstheater Wiesbaden, Landestheater Detmold, Schleswig-Holsteinischen Landestheater, Staatstheater Augsburg, Staatsoper Hannover und das Forum Neues Musiktheater Stuttgart.

### Bild und Oper
Eine langjährige Zusammenarbeit verbindet A.T. Schaefer mit den Staatstheatern Stuttgart – insbesondere unter der Intendanz von Klaus Zehelein in den Spielzeiten 1991 bis 2006 sowie unter der Intendanz von Jossi Wieler 2011 bis 2018 begleitete er die Neuproduktionen der Staatsoper Stuttgart. Entstanden sind die Fotokunstbände Oper in Stuttgart (Hamburg 1995), Der Stuttgarter Ring (Mönchengladbach 2000), Die Jahre der Oper – Die Oper des Jahres (Mönchengladbach 2001), Fünfzehn Spielzeiten ander(s). Staatsoper Stuttgart 1991–2006. Ein Arbeitsbericht (Stuttgart 2006) und OPER – Ein Bilder-Lese-Buch (Mönchengladbach 2011). Schaefers Bildkompositionen spiegeln die Stuttgarter Dramaturgie – von der Kulturkritik werden sie als ein eigenständiges künstlerisches Medium betrachtet, als „Kunst aus eigenem Recht“, „Momente der Berührung“ und „Bilder […], die […] nicht mehr nur die Szene dokumentieren und beschreiben, sondern Emotionen einer Szene unmittelbar in eine Farbkomposition umsetzen.“
Darüber hinaus arbeitete der Theaterfotograf A.T. Schaefer mit zahlreichen Regisseuren und Dramaturgen, darunter Ruth Berghaus, Calixto Bieito, Andrea Breth, Nicolas Brieger, Ludger Engels, Jan Philipp Gloger, Jürgen Gosch, Karin Henkel, Stefan Kimmig, Peter Konwitschny, Martin Kušej, Volker Lösch, Christoph Marthaler, Sergio Morabito, Andrea Moses, Peter Mussbach, Christof Nel, Hans Neuenfels, Luk Perceval, Johannes Schaaf, Kirill Serebrennikow, Margarethe von Trotta und Jossi Wieler.

### Bild und Wort
„Den Orten in Bild und Wort nachspüren“ – mit diesem konzeptionellen Ansatz setzte A.T. Schaefer seine fotojournalistische Arbeit ab 1995 in der Zusammenarbeit mit weiteren Autorinnen und Autoren fort. Erschienen sind zahlreiche Fotokunstbände, darunter Das Waldhaus Sils-Maria (Mönchengladbach 1998), Kafka. Wort-Bild-Essay (Innsbruck 2000), Nietzsche. Süden (Innsbruck 2000), Richard Wagner – Schauplätze. Bilder und Briefe (Mönchengladbach 2013).

### Bild und Bewegung
A.T. Schaefer realisiert Bildkonzepte und Fotoserien für Festivals, Hochschulen und Musik- und Tanzensembles wie etwa die Fotobände Passion für die Internationale Bachakademie Stuttgart, senza fine – aus der sicht der anderen mit Stücken des Choreografen und Regisseurs Joachim Schlömer, Das Logbuch und die Reportage Neckar aufwärts – New York voraus für das internationale Festival Theater der Welt 2005 in Stuttgart sowie Aufnahmen für das Theaterfestival steirischer herbst in Graz, veröffentlicht in dem Band Im spiegel. das herbstbuch der bilder 2000 bis 2005. Die Serie Wunderkammer Alte Musik: Die Schola Cantorum Basiliensis erschien 2008 als Fotoband und wurde im Musikmuseum des Historischen Museums Basel präsentiert.

### Bild und Raum
Einen weiteren Schwerpunkt der Arbeiten von A.T. Schaefer bilden die Architekturfotografie und die Gestaltung von Räumen mit fotografischen Arbeiten. Entstanden sind unter anderem Fotoarbeiten für das Universitätsklinik Ulm und Wandtafeln für die Foyers im Opernhaus der Staatstheater Stuttgart und im Prinzregententheater in München – ein Auftrag der Bayerischen Theaterakademie August Everding. Zudem stattete er den Konferenzbereich im Hotel Waldhaus in Sils-Maria mit Wandtafeln aus seinem Fotoband sowie mit Aufnahmen der Serie Ortszeit 16 Uhr. I sei cieli di Nietzsche aus.
In der Rauminstallation AugenEchos für die Hochschule für Musik und Darstellende Kunst Stuttgart bezog er 2016 erstmals Projektionen digitaler Bilder in das Konzept ein. „Für die Jubiläumsausstellung #meinMuseum hat A.T. Schaefer die Staatsgalerie zu seiner Bühne gemacht. Seine Fotoserie BilderEchos spielt mit der Interaktion von Architektur, Licht, Kunstwerk und Betrachter. Mit einem Augenzwinkern inszeniert er Begegnungen zwischen diesen 'Akteuren'.“ Anlässlich des Jubiläumsausstellung 175 Jahre Staatsgalerie wurde BilderEcho auch in der Landesvertretung Baden-Württemberg in Berlin gezeigt.

## Werke in Sammlungen
Das fotografische Werk von A.T. Schaefer ist in renommierten Kunst- und Fotosammlungen vertreten, so in der Fotostiftung Schweiz in Winterthur, dem Kunsthaus Zürich, der Helmut-Gernsheim-Sammlung zeitgenössischer Fotografie im Forum Internationale Photographie in Mannheim, dem Museum Ludwig in Köln, dem Museum für Kunst und Gewerbe Hamburg, der Stiftung F. C. Gundlach in Hamburg, der Staatsgalerie Stuttgart, der Kunsthalle Bielefeld, dem Museum für Konkrete Kunst in Ingolstadt, dem Brandenburgischen Landesmuseum für moderne Kunst in Cottbus, dem Staatliches Museum Schwerin und dem Augustinermuseum in Freiburg im Breisgau. Zudem befinden sich Werke in der UBS Art Collection und in der Kunstsammlung der IBM Deutschland GmbH.
2025 wurde das theaterfotografische Werk von A.T. Schaefer als Vorlass an die Fotosammlung des Deutschen Theatermuseums München übergeben. Es umfasst rund 200.000 Fotografien, darunter 130.000 digitale Aufnahmen.

## Lehrtätigkeit und Mitgliedschaften
Im Sommersemester 2000 übernahm der Fotograf A.T. Schaefer eine Lehrtätigkeit an der HGKK, der Hochschule für Gestaltung, Kunst und Konservierung in Bern (heute: Hochschule der Künste Bern), unter anderem ein Seminar zu Der Ästhetik der Zeit – Farbe der Zeit, Orte der Farbe.
A.T. Schaefer ist Mitglied in der Deutschen Fotografischen Akademie (DFA) sowie der Deutschen Gesellschaft für Photographie e. V. (DGPH).

## Auszeichnungen
Preise und Auszeichnungen erhielt A.T. Schaefer für seine Publikationen und Fotokunstkalender, darunter den Kodak Fotobuchpreis für Oper in Stuttgart (Hamburg 1995), 1998 den Sonderpreis der Jury des Japan Calendar Award für Zum Sehen geboren, ein Auftrag der Felix Schoeller Papierfabriken, 1985 den Kodak Kalenderpreis für die Fotokunstkalender Venedig sowie 2000 für Staatsoper Stuttgart. Die Fachzeitschrift Opernwelt nominierte den Band Richard Wagner – Schau-Plätze. Bilder und Briefe (Mönchengladbach 2013) als Opernbuch des Jahres 2013.

## Einzelausstellungen (Auswahl)
- 1983 Farbige Bildwelten, Galerie für Photographie, Braunschweig
- 1986 Photoarbeiten, Kunstverein Ludwigsburg
- 1986 Farbverwandtschaften, Olympus Galerie, Hamburg
- 1987 Fotografische Bilder, Augustinermuseum, Freiburg im Breisgau
- 1991 Licht leuchtet nur im Dunkel – Photoarbeiten von A.T. Schaefer, Museum Ludwig Köln, 1.3. bis 14.4.1991
- 1992 A.T. Schaefer, Brandenburgische Kunstsammlung, Cottbus
- 1994 A.T. Schaefer – Konkrete Photographie, Museum für Konkrete Kunst, Ingolstadt, 12.3. bis 17.4.1994
- 1995 Oper in Stuttgart. Fotografische Wandtafeln, Staatstheater Stuttgart, Foyer Großes Haus (heute: Opernhaus Stuttgart)
- 1996 Orte der Farbe: Arbeiten 1989–1996, Kunsthalle Bielefeld, 17.3. bis 5.5.1996
- 1996 A.T. Schaefer – Orte der Farbe, Museum für Kunst und Gewerbe Hamburg, 6.9. bis 3.12.1996
- 1999 A.T. Schaefer – Orte des Geistes, Altes Rathaus Göttingen. Eine Ausstellung der Stadt Göttingen in Zusammenarbeit mit Ursula Schönewald, Hamburg, 24.10. bis 21.11.1999
- 1999 A.T. Schaefer – Photographie, Thamm Galerie, Küssnacht, Kanton Zürich, 26.11. bis 19.12.1999
- 2000 A.T. Schaefer – Fotografie, Galerie Angelika Harthan, Stuttgart
- 2000 A.T. Schaefer – Photographien, Stiftung Nietzsche-Haus in Sils-Maria im Engadin, Eröffnung 20.7.2000
- 2001 A.T. Schaefer – Theater als Augenblick, Galerie im Theater Ingolstadt. Eine Ausstellung des Kunstvereins Ingolstadt, 25.5. bis 17.6.2001
- 2001 Ortszeit 16 Uhr. I sei cieli di Nietzsche, Villa Maraini, Istituto Svizzero di Roma
- 2004 A.T. Schaefer – Die beiden Seiten des Mondes, Kunst im Wolfsberg in Ermatingen, Kanton Thurgau, UBS Art Collection im Wolfsberg, 11.5 bis 9.7.2004
- 2008 Wunderkammer Alte Musik: Die Schola Cantorum Basiliensis, Musikmuseum – Historisches Museum Basel, 28.11.2008 bis 8.3.2009
- 2016 A.T. Schaefer – AugenEchos, Fotoinstallation für 4 Videodisplays und 5 Leuchtkästen, Staatliche Hochschule für Musik und Darstellende Kunst, Stuttgart
- 2018 A.T. Schaefer. BilderEchos, #meinMuseum, Jubiläumsausstellung 175 Jahre Staatsgalerie Stuttgart, Staatsgalerie Stuttgart, 1.5. bis 26.8.2018
- 2018 A.T. Schaefer. BilderEchos, Jubiläumsausstellung175 Jahre Staatsgalerie Stuttgart, Landesvertretung Baden-Württemberg in Berlin, 22.10. bis 9.11.2018
- 2022 A.T. Schaefer – BilderEchos, Schleswig-Holsteinisches Landestheater und Stadttheater Rendsburg
- 2022 Nietzsche Süden. Fotografien von A.T. Schaefer, Chesa Matossi beim Nietzsche-Haus, 10. Nietzsche Werkstatt 2022 in Sils-Maria im Engadin, Kanton Graubünden

## Ausstellungsbeteiligungen (Auswahl)
- 1985/1986 Art Basel für die Galerie Lahumière, Paris
- 1987 Vom Landschaftsbild zur Spurensicherung, Museum Ludwig, Köln
- 1988 Deutsche Photographie, Städtische Galerie Nordhorn und Mannheimer Kunstverein
- 1988 Malerische Photographie, Internationale Photoszene, Köln
- 1989 Das Foto als autonomes Bild, Kunsthalle Bielefeld
- 1989 Das Foto als autonomes Bild, Bayerische Akademie der Schönen Künste, München
- 1989 Dokument und Erfindung, Haus am Lützowplatz, Berlin und im Augustinermuseum, Freiburg im Breisgau
- 1993 Vom Autochrome zum Ilfochrome, Deutscher Werkbund, Frankfurt am Main
- 1993 Deutsche Kunst mit Photographie, Fototage Frankfurt am Main
- 1994 Uecker a Ca'Pesaro, 22 Photographien zu der Stuttgarter Parsifal-Produktion von Günther Uecker, Ca'Pesaro Venezia
- 1994 Deutsche Kunst mit Photographie: Die 90er Jahre, Kunstverein Wolfsburg
- 1995 Zeitgenössische Fotografie aus der Sammlung Gernsheim, Roemer- und Pelizaeus-Museum Hildesheim
- 1995 La fotografia contemporanea dalla collezione Helmut Gernsheim, Magazzini del Sale, Ikona Photo Gallery Venezia
- 1997 Originale-Photographie-Geschichte, Museum für Kunst und Gewerbe Hamburg
- 1999 Zeit Blicke. 30 Jahre Fotografie in Deutschland, Museum für Kunst und Gewerbe Hamburg
- 2001 Art Cologne für die Galerie Angelika Harthan, Stuttgart
- 2004 Internationale Fotokunst aus der Sammlung Günter Braus, Heidelberg
- 2006 International Photo Festival in Xining, Provinz Qinghai, Volksrepublik China (Teilnahme als Mitglied des BFF – Berufsverband Freie Fotografen und Filmgestalter e.V.)
- 2007 Stuttgarter Fotosommer (Veranstalter: BFF– Berufsverband Freie Fotografen und Filmgestalter e.V.), Haus der Wirtschaft, Stuttgart

## Publikationen und Ausstellungskataloge (Auswahl)
- Mit der Kamera auf Goethes Spuren, in: art – Das Kunstmagazin, Heft Nr. 4/83.
- Farbverwandtschaften, B. Kühlen Verlag, Mönchengladbach 1986.
- Kunst in der IBM Deutschland, IBM Deutschland GmbH (Hrsg.), 1. Auflage, Stuttgart 1989.
- A.T. Schaefer. Photographien 1989–1991, Museum Ludwig Köln (Hrsg.), mit Beiträgen von Reinhold Mißelbeck und Rainer Wick, Edition Braus, Heidelberg 1991, ISBN 978-3-92583-578-0.
- Kunst in der IBM Deutschland, IBM Deutschland GmbH (Hrsg.), 2. Erweiterte Auflage, Stuttgart 1991.
- Oper in Stuttgart, Verlag Ursula Schönewald, Hamburg 1995, ISBN 978-3-92939-904-2.
- Orte der Farbe, Arbeiten 1989–1996, Kunsthalle Bielefeld [Ausst.-Kat., Edition Stemmle, Zürich 1996.]
- Mit dem Auge des Photographen. Landschaftsphotographie im Südwesten. Isabel Grüner u. a. (Hrsg.) Kunststiftung Hohenkarpfen [Ausst.-Kat.], Tuttlingen 1998, ISBN 978-3-93056-918-2.
- Das Waldhaus Sils-Maria. Insel mit Brücken, B. Kühlen Verlag, Mönchengladbach 1998, ISBN 978-3-87448-192-2.
- Du – Die Zeitschrift der Kultur, Nr. 684 – Heft Nr. 6: Friedrich Nietzsche. Wendepunkt der Moderne, Marco Meier (Red.), TA-Media AG, Zürich 1998, ISBN 978-3-90851-517-3.
- Kafka. Wort-Bild-Essay, Text von Jürg Amann, Haymon Verlag, Innsbruck 2000, ISBN 978-3-85218-319-0.
- Der Stuttgarter Ring. Staatsoper Stuttgart 1999/2000, B. Kühlen Verlag, Mönchengladbach 2000, ISBN 978-3-87448-206-6.
- Nietzsche. Süden, Stiftungsrat Nietzsche-Haus in Sils-Maria (Hrsg.), Haymon Verlag, Innsbruck 2000, ISBN 978-3-85218-330-5.
- Passion. Internationale Bachakademie Stuttgart, Andreas Keller (Hrsg.), B. Kühlen Verlag, Mönchengladbach 2000, ISBN 978-3-87448-210-3.
- Die Jahre der Oper 1996 bis 2001 – Die Oper des Jahres 1998, 1999, 2000, Staatsoper Stuttgart (Hrsg.), Textbeiträge von Jürg Stenzl, Christian Marquart, Alexander Kluge, B. Kühlen Verlag, Mönchengladbach 2001, ISBN 978-3-87448-217-2.
- Kein Weg nach Rom: Ein Reisebuch mit Bildern von A.T. Schaefer, Jürg Amann (Hrsg.), Verlag Eremiten-Presse, Düsseldorf 2001, ISBN 978-3-87365-325-2.
- Skulpturengarten. Museum Abteiberg Mönchengladbach, Veit Loers (Hrsg.), B. Kühlen Verlag, Mönchengladbach 2003, ISBN 978-3-87448-238-7.
- Senza fine – aus der sicht der anderen. 12 Inszenierungen von Joachim Schlömer, Edition Braus, Heidelberg 2004, ISBN 978-3-89904-112-5.
- Neckar aufwärts – New York voraus, Fotoreportage für Theater der Welt 2005, Festival des Internationales Theaterinstitut (ITI) und der Staatstheater Stuttgart (Hrsg.), Stuttgart Selbstverlag 2005.
- Theater der Welt 2005. Das Logbuch, Festival des Internationales Theaterinstitut (ITI) und Staatstheater Stuttgart (Hrsg.), Stuttgart Selbstverlag 2005.
- Im spiegel – das herbstbuch der bilder 2000 bis 2005, steirischer herbst (Hrsg.), Leykam Buchverlag, Graz 2005, ISBN 978-3-7011-7535-2.
- Fünfzehn Spielzeiten ander(s). Staatsoper Stuttgart 1991-2006. Ein Arbeitsbericht. Klaus Zehelein (Hrsg.), raumzeit3 verlag, Stuttgart 2006, ISBN 978-3-9811007-6-1.
- Stuttgart Panorama, Manfred Rommel u. a. (Autor), Edition Braus, Heidelberg 2006, ISBN 978-3-89904-224-5.
- Wunderkammer Alte Musik: Die Schola Cantorum Basiliensis, Edition Braus, Heidelberg 2008, ISBN 978-3-89466-278-3.
- Oper. Ein Bilder-Lese-Buch, Oper Stuttgart (Hrsg.) Jossi Wieler und Sergio Morabito (Autoren), B. Kühlen Verlag Mönchengladbach 2011, ISBN 978-3-87448-350-6.
- Richard Wagner – Schauplätze. Bilder und Briefe, B. Kühlen Verlag, Mönchengladbach 2013, ISBN 978-3-87448-374-2.
- Geschichten von Menschen und Tieren, Textfassung von Stefanie Achenbach, B. Kühlen Verlag, Mönchengladbach 2021, ISBN 978-3-87448-535-7.

## Beiträge zu weiteren Publikationen (Auswahl)
- Axel Manthey Theater, Carsten Ahrens u. a. (Hrsg.), Residenz Verlag, Wien 1995, ISBN 978-3-70170-777-5.
- Mobile Bühnen – Mobile Stages, Dirk Meyhöfer (Autor), av edition GmbH, Stuttgart 1999, ISBN 978-3-92963-824-0.
- Opera: Komponisten – Werke – Interpreten, András Batta (Autor), Könemann Verlag, Köln 1999, ISBN 978-3-84800-125-5.
- Harenberg Opernführer. Der Schlüssel zu 500 Opern, ihrer Handlung und Geschichte, Harenberg Verlag 2000, ISBN 978-3-61100-496-4.
- Erich Wonder. Bühnenbilder – Stage Design, Koschka Hetzer-Molden (Hrsg.), Hatje Cantz Verlag 2000, ISBN 978-3-77570-967-5.
- Anna Viebrock. Bühnen/Räume. Damit die Zeit nicht stehenbleibt, Bettina Masuch (Hrsg.), Theater der Zeit GmbH, Berlin 2000, ISBN 978-3-93434-402-0.
- Oper im 20. Jahrhundert: Entwicklungstendenzen und Komponisten, Udo Bermbach (Hrsg.), J. B. Metzler Verlag 2000, ISBN 978-3-47601-733-8.
- Musiktheater heute: Klaus Zehelein – Dramaturg und Intendant, Juliane Votteler (Autorin), Europäische Verlagsanstalt 2000, ISBN 978-3-43450-498-6.
- Gegenheimat: Theater. Martin Kusej, Klaus Bachler u. a. (Hrsg.), Residenz Verlag, Wien 2002, ISBN 978-3-70171-285-4.
- Musiktheater Heute. Peter Konwitschny – Regisseur, Frank Kämpfer (Autor), Europäische Verlagsanstalt 2001, ISBN 978-3-43450-505-1.
- Reclams Opernführer, Rolf Fath (Autor), Philipp Reclam jun. Verlag, Stuttgart 2002, ISBN 978-3-15010-511-5.
- Andrea Breth: Der Augenblick der Liebe, Klaus Dermutz (Autor), Residenz Verlag, Wien 2004, ISBN 978-3-70171-359-2.
- 12 Jahre Rote Eck. Das Buch der Spielzeiten 1993–2005, Die Intendanz Friedrich Schirmer, Otto Paul Burkhardt u. a. (Hrsg.) Staatstheater Stuttgart 2005, ISBN 978-3-00016-381-4.
- OperMachtTheaterBilder: Neue Wirklichkeiten des Regietheaters, Jürgen Schläder (Hrsg.), Henschel Verlag 2006, ISBN 978-3-89487-556-5.
- Opernregisseure heute, Manuel Brug (Autor), Henschel Verlag 2006, ISBN 978-3-89487-533-6.
- Wie viel Musik braucht der Mensch? Über Oper und Komponisten, Hans Neuenfels (Autor), C. Bertelsmann Verlag 2009, ISBN 978-3-57058-005-9.
- Next Generation, Klaus Dermutz (Hrsg.), edition burgtheater, Zsolnay Verlag, Wien 2009, ISBN 978-3-55206-101-9.
- Reclams Schauspielführer, Philipp Reclam jun., Stuttgart 2010, ISBN 978-3-15010-786-7.
- Katrin Brack: Bühnenbild/Stages, Anja Nioduschewski (Hrsg.), Theater der Zeit GmbH, Berlin 2010, ISBN 978-3-94073-755-7.
- Anna Viebrock: Das Vorgefundene erfinden, Ute Müller-Tischler (Hrsg.), Theater der Zeit GmbH, Berlin 2011, ISBN 978-3-94244-903-8.
- Jossi Wieler – Theater, Hajo Kurzenberger (Hrsg.), Alexander Verlag, Berlin 2011, ISBN 978-3-89581-226-2.
- Mark Lammert: Bühnen – Räume – Spaces, Ulrike Haß (Hrsg.), Theater der Zeit GmbH, Berlin 2013, ISBN 978-3-943881-55-4.
- Barbara Ehnes: Starting over. Bühnenbilder, Konzepte / Stages, Concepts, Stefanie Carp (Hrsg.), Theater der Zeit GmbH, Berlin 2015, ISBN 978-3-95749-021-6.
- Forever Young. 20 Jahre Junge Oper Stuttgart, Tina Hartmann (Hrsg.), av edition GmbH, Stuttgart 2017, ISBN 978-3-89986-268-3.
- Verwandlungen – Oper Stuttgart 2011–2018. Sieben Spielzeiten unter der Intendanz von Jossi Wieler, Sergio Morabito (Hrsg.), av edition GmbH, Stuttgart 2018, ISBN 978-3-89986-288-1.
- Opernarbeit. Texte aus 25 Jahren, Sergio Morabito (Autor), Bärenreiter Verlag 2019, ISBN 978-3-76182-094-0.
- Alles Katastrophe! Bühnen – Martin Zehetgruber, Judith Gerstenberg (Hrsg.), Theater der Zeit GmbH, Berlin 2023, ISBN 978-3-95749-471-9.
- Klaus Zehelein. Unerhörte Augenblicke – Autobiographie, Günter Heeg (Hrsg.), Theater der Zeit GmbH, Berlin 2025, ISBN 978-3-95749-561-7.